# Chute
Chute – wieś w Anglii, w hrabstwie Wiltshire. Leży 28 km na północny wschód od miasta Salisbury i 104 km na zachód od Londynu.